# A proposito di donne
A proposito di donne (Boys on the Side) è un film del 1995 diretto da Herbert Ross.

## Trama
Jane è una cantante blues lesbica che ha da poco mollato la propria fidanzata di sempre, Robin è un'agente immobiliare molto riservata e Holly è una frizzante ventenne fidanzata con Nick, il chitarrista del gruppo di Jane.
Un giorno Jane viene licenziata dal locale in cui si esibisce, così decide di trovarsi un altro lavoro nell'attesa di un nuovo ingaggio come cantante. Leggendo il giornale, trova un annuncio in cui si cerca qualcuno che sappia guidare una macchina da New York a Los Angeles. Si presenta al colloquio per questo lavoro e trova Robin, colei che aveva pubblicato l'annuncio, che le spiega di voler andare laggiù per degli affari di lavoro poiché è un agente immobiliare ed è interessata ai prezzi bassi di tale città.
Jane, seppure un po' scettica riguardo al rapporto che potrebbe nascere tra di loro dato che hanno gusti (in particolare musicali) totalmente differenti, accetta il lavoro e le due donne partono il giorno seguente.
Durante il viaggio, trovandosi nelle vicinanze, Jane chiede a Robin di poter fare visita a Nick a Pittsburgh: vuole parlare brevemente con lui di questioni lavorative; Robin acconsente.
Quando arrivano, incontrano Holly ed, entrate in casa, vedono Nick ubriaco che sta distruggendo tutto: incolpa la ragazza di avergli rubato la droga che avrebbe dovuto consegnare quella sera stessa ad un cliente. Lei inizia a difendersi e sostiene che in realtà lui l'aveva già consegnata qualche giorno prima, ma che non se ne ricordava a causa dell'alcol. A quel punto lui inizia a picchiarla.
Jane decide di intervenire ed inizia a fare a pugni con Nick; Holly, per aiutarla, colpisce Nick con una mazza da baseball facendolo stramazzare al suolo.
Le donne sono spaventate dalla situazione, allora Robin lega Nick ad una sedia e mette musica rock a tutto volume per 4 ore in modo che nel frattempo possano allontanarsi e in seguito lui possa chiamare aiuto.
Le due donne scappano via trascinando con sé Holly.
Dopo svariate ore di viaggio, decidono di fermarsi in un motel per una notte ed iniziano a fare amicizia anche se ad un certo punto avviene una discussione tra Jane e Holly. Quest'ultima infatti raccomanda a Jane di non provarci con Robin, visto che è etero.
Alla fine della sosta Holly rivela alle altre due di essere ancora innamorata di Nick e di voler tornare da lui.
Jane e Robin, seppure preoccupate per lei, acconsentono.
Al momento della restituzione delle chiavi delle camere Robin vede un articolo di giornale che riporta la notizia che un ragazzo di nome Nick è stato ucciso e legato ad una sedia. Le due iniziano così a rincorrere il pullman su cui è salita Holly e le fanno capire a gesti che il suo ragazzo è morto. La giovane scende immediatamente dal bus.
Una volta scesa, iniziano a discutere su cosa fare e dove andare. A quel punto Holly rivela di essere incinta.
Il loro viaggio continua, ma durante una breve sosta in un autogrill Robin sviene.
Viene portata in ospedale e lì un'infermiera informa le sue due amiche che la donna è malata di AIDS e che sarà dimessa dopo una settimana.
Tre mesi dopo, il film ci mostra Holly con il pancione distesa su un terrazzo mentre organizza al telefono un compleanno a sorpresa per Jane.
Così durante un'esibizione di un gruppo in un pub per donne omosessuali dove Jane suona la pianola, Holly spegne le luci e insieme a Robin e a nuovi amici, conosciuti nel frattempo, porta una torta di compleanno a Jane.
Verso la fine della serata arriva nel pub un poliziotto che chiede di Holly: tutti sono preoccupati e non sanno cosa rispondere, ma in quel mentre Holly arriva nella sala e presenta a tutti l'agente: si chiama Abe Lincoln ed è il suo nuovo fidanzato.
Quella sera, un'amica propone a Jane di andare da una cartomante per vedere quello che le riserverà il futuro. Jane si fa predire il futuro e scopre che è possibile salvare Robin dalla morte tramite un sortilegio: non ci crede e rifiuta.
Quando tornano a casa, si scopre che le tre amiche sono andate a vivere assieme: con la scusa di un pacchetto postale in salotto Robin fa trovare a Jane un nuovo pianoforte regalatole da lei.
Una sera Robin sta per avere un rapporto con il barista del pub dove lavora Jane, ma all'ultimo secondo ci ripensa e lui le dice di non preoccuparsi: Jane gli ha già rivelato la malattia di Robin ed è preparato a prendere le dovute precauzioni.
Robin si sente tradita dall'amica, così, dopo aver mandato via il barista, caccia di casa Jane.
Durante il lungo periodo in cui Jane non convive più con le amiche, Abe viene a vivere con Holly e la madre di Robin viene a trovarla. Le due amiche le raccontano di Jane e la madre rimane sconvolta dal fatto che loro abbiano potuto vivere sotto lo stesso tetto con una donna omosessuale e, per di più, di colore: la cosa sconvolge Robin.
La madre, che aveva già perso il marito e il figlio a causa di malattie, dichiara a sua figlia Robin che lei è l'unica cosa che le rimane, così Robin non trova il coraggio di rivelarle la sua malattia.
Holly, nel frattempo, rivela ad Abe di aver ucciso Nick; sebbene lui la rassicuri, il giorno seguente la denuncia.
La polizia arriva in casa e porta Holly in carcere.
A questo punto Jane va a parlare con Abe, chiedendogli perché abbia denunciato Holly; lui le risponde che, pur amando con tutto se stesso Holly, ha fatto un giuramento agli Stati Uniti d'America e non può tradirlo.
Holly è ancora innamorata del poliziotto e accetta l'accaduto sostenendo che lui l'ha denunciata solamente per amore nonostante, seppur ventenne, rischi la condanna a morte.
Così le due amiche decidono di difenderla durante il processo riuscendo a ridurre la pena a 6 mesi per omicidio involontario. Lo stato di salute di Robin peggiora e Jane torna dalla cartomante chiedendole di operare un miracolo, ma la cartomante non può prometterle il buon esito.
Il film termina con Holly che, scontati i 6 mesi di carcere, viene riaccolta a casa assieme ad Abe ed il suo bambino, che nel frattempo è nato. In casa è stata organizzata una grande festa per il suo ritorno.
Tra tutti ci sono anche le due amiche ad attenderla: Robin, ormai molto malata e costretta sulla sedia a rotelle, e Jane, che è tornata a vivere lì in armonia con la mamma di Robin ormai ricreduta.
Durante la festa, Jane inizia a cantare una canzone per Robin e poco dopo si vede la sedia a rotelle vuota: l'inquadratura ci dice che Robin è morta.
Jane riparte e promette a Holly che un giorno tornerà a trovarli.

## Slogan promozionali
- «A motion picture that celebrates the art of survival, the gift of laughter and the miracle of friendship. »
«Il film che celebra l'arte del sopravvivere, il dono del sorriso e il miracolo dell'amicizia.»